# Laudomar (imię)
Laudomar – imię (łac.) Laudomarus, Laudemarus, (fr.) Laumer, składa się z elementu Laut/Laud- głośny, sławny i elementu mar - szlachetny, znakomity i pochodzi z języków germańskich. Imieniny obchodzone są 19 stycznia.